# Dabrony
Dabrony község Veszprém vármegyében, a Devecseri járásban.

## Fekvése
Az ország nyugati térségében, a Kisalföld legdélibb részét képező Marcal-medence szélén, a Bakonyaljának is nevezett átmeneti vidéken helyezkedik el; a Gányás- és a Hajagos-patakok medrei között létesült. Határai egyik oldalról a Marcal-völgy rétjeivel, mocsaras-lápos területeivel, másik oldalról a bakonyi erdők nyúlványaival érintkeznek.

### Megközelítése
Ajka felől a 8401-es úton érhető el, lakott területén csak ez az út húzódik keresztül. Közigazgatási területén ugyanakkor áthalad, a központjától pár száz méternyire nyugatra a Somlójenőtől a Marcal völgyéig (Szergényig) húzódó 8411-es út is. Pápa irányából két, közel azonos hosszúságú megközelítési útvonal közül lehet választani: vagy Nemesszalókig a 834-es főúton, majd ott délnek kanyarodva a 8411-es úton, vagy pedig Nagyalásonyig a 8403-as úton, majd onnan tovább a 8401-esen.
Vasútvonal nem érinti, a legközelebbi vasúti csatlakozási lehetőség a Győr–Celldömölk-vasútvonal Vinár vasútállomása, mintegy 10 kilométerre északra.

## Története
1884 szeptemberétől 1885 őszéig itt volt kántortanító Gárdonyi Géza, ez volt tanítói pályájának utolsó állomása. 1885. október 29-én feleségül vette a helyi plébános unokahúgát, Csányi Máriát. Itteni keserű élményei alapján írta A lámpás című regényét.

A település nevét a szláv Dobron személynévből eredőnek vélik.
A falu története a megmaradt írások szerint egészen a 13.századig nyúlik vissza.
A ma ismert legrégebbi oklevél amely Dabrony települést megemlíti 1240-ből való.
Ez a latin nyelven íródott oklevél nem más, mint IV.Béla királyunk adománylevele amely más településekkel együtt „Dobrunt” is megemlíti mint soproni vár birtokot.
Ugyanakkor a település határában feltárt régészeti leletek arra engednek következtetni, hogy a terület már jóval az Árpád kor előtt is lakott volt.
A fellelt őskori cserepek egy része bronzkorvégi-kora vaskori urnasírok emléke, másik része pedig késő vaskori eredetű.
A XIII.-XVI. század között a falu többször is gazdát cserélt, ahogy ezt az adománylevelek bizonyítják.
A legismertebb adományozott Kinizsi Pál, aki Mátyás királytól kapta meg a falut 1482-ben.
Az egyházlátogatási jegyzőkönyv tanúsága szerint Kinizsi ekkoriban építette a falu első templomát, amely a reformáció-ellenreformáció idején többször is gazdát „vallást” cserét.
Ma az evangélikus gyülekezet tulajdona.
A török idők Dabronyra is szinte végzetes hatással voltak.
Az addig kb 500-800 fős település szinte teljesen pusztává vált. A lélekszám az akkori összeírások szerint mindössze 20 főre csökkent. Nagy a valószínűsége annak, hogy a lakosság nagy része azokban a nehéz időkben a közeli erdőségek mocsaras sűrűjében talált magának menedéket, és később visszatértek.
A török uralom elmúltával ismét a Pálosok birtokába jutott a falu, amelyben ekkor kb.18 család lakott.
A következő század sem hozott jelentős javulást az itt élőknek, élték a jobbágyok sanyarú sorsát. Próbáltak gazdálkodni, ekkoriban próbálkoztak meg a szőlőműveléssel a közeli Somló hegyen, és saját határaikban is.
Ebben az időszakban 1884-85-ben tanítóskodott a községben Gárdonyi Géza.
Bár rövid ideig élt itt, két jelentős műve is ide köthető: itteni élményei alapján íródott Lámpás, és az Én falum című könyve.
Gárdonyi Géza szobra is helyet kapott a falu központjában lévő téren. A szobor Ferenczy Imre szobrászművész alkotása, aki szintén a falu szülötte.
Háborúval köszöntött be a következő század. Különösen élénkek voltak ezen a vidéken a magyar nemesi sereg, és a franciák harcai.
Ennek emlékét ma is őrzi „Kálvária dombi kereszt” ahol a néphagyomány szerint a harcokban elesett francia katonák vannak eltemetve.
Ebben a században a falvakhoz hozzátartozott a betyár élet jelensége is. Dabronyból származott Sobri Jóska alvezéreként tevékenykedő Milfajt Ferkó, aki talán mindmáig a falu legismertebb, leghírhedtebb szülötte. Milfajt vakmerő, eszes „tanult” betyár volt, de ez sem mentette meg várható végzetétől, hogy akasztófán végezze. A kivégzése előtt írt búcsúlevelét a Veszprém vármegyei levéltárban őrzik.
A falu lakói a szabadságharc idején is helyt álltak. Közadakozással, önkéntesek állításával segítették a forradalmárokat.
Az első világégés, a négy évig tartó esztelen öldöklés is mély nyomot hagyott a község életében. Itt is sok halott volt, számtalan sebesült, özvegy és árva nézett nagyon nehéz évek elé.
A faluban ma is látható emlékmű a belevésett áldozatok, hősi halottak neveivel.
Az emlékművet eredetileg fából készült keresztek vették körül, amit később az 50-es években felújítás helyett eltávolítottak.
A háború pusztítása után a „békés hétköznapok” is hoztak elég nehézséget szenvedést a falu szegényebbjei számára.
A második világháború még közvetlenebbül érintette a falu lakosságát, hiszen ekkor már a polgári lakosság is a harcok részesévé vállt.
Az előre nyomuló szovjet alakulatok itt már német ellenállásba ütköztek.
A falu lakosságágának nagy része a határárkokban keresett menedéket. A II. világháború áldozatainak emlékműve is megtalálható a községben.
A háborúk borzalmai utáni földosztás megoldani látszott a földművelésből élő parasztemberek problémáit. De alig 10 év elteltével a falu lakosságát belekényszerítették az akkor alakuló Termelő Szövetkezetekbe.
Az első dabronyi Tsz 1952-ben alakult, amely 1962-ben külső politikai nyomásra, és megoldatlan belső feszültségek megoldására a nagyalásonyi „Táncsics” szövetkezettel egyesült, amelynek jogutódja Táncsics MG. ZRT. néven működött, sok helybeli embernek adva munkát, és megélhetést.
A következő időszak ismét csak nehéznek bizonyult a falu lakói számára.
Megszűnt az iskola, az addig jól működő malom bezárt, lakó nélkül maradtak a lelkészlakok, nem voltak fejlesztések. A tanácsrendszer végnapjaira egyetlen működő intézmény az óvoda maradt.
Majd 1990.ben a rendszerváltás után a község látványosan és dinamikusan fejlődni kezdett. Első lépésként polgármesteri hivatalt létesítettek, majd 1992-94 között megépült a faluház. Ennek építésében a falu apraja-nagyja szívesen, és nagy lelkesedéssel vett részt.
Ez a közösségi ház ad helyet az orvosi rendelőnek, gyermekvédelmi tanácsadónak, könyvtárnak, színházteremnek, polgármesteri hivatalnak.
Ebben az időszakban megtörtént a falu össz-közművesítése.

## Közélete

### Polgármesterei
- 1990–1994: Sőth Ferenc (független)[4]
- 1994–1998: Sőth Ferenc (független)[5]
- 1998–2002: Sőth Ferenc (független)[6]
- 2002–2006: Sőth Ferenc (független)[7]
- 2006–2010: Sőth Ferenc (független)[8]
- 2010–2014: Stubán Ferenc (független)[9]
- 2014–2016: Kozma Sándor (független)[10]
- 2017–2019: Szakálné Berkes Erika (független)[11]
- 2019–2024: Szabóné Porkoláb Zsanett (független)[12]
- 2024– : Szabóné Porkoláb Zsanett (független)[1]

A településen 2017. február 19-én időközi polgármester-választás zajlott, az előző polgármester lemondása miatt.

## Népesség
A település népességének változása:
| Lakosok száma | 361  | 353  | 350  | 394  | 385  | 395  | 367  |
|               | 2013 | 2014 | 2015 | 2021 | 2022 | 2023 | 2024 |

A 2011-es népszámlálás során a lakosok 82,2%-a magyarnak, 6,2% cigánynak, 0,8% németnek mondta magát (17,3% nem nyilatkozott; a kettős identitások miatt az végösszeg nagyobb lehet 100%-nál). A vallási megoszlás a következő volt: római katolikus 42,3%, református 3,9%, evangélikus 26%, felekezeten kívüli 6,7% (21,1% nem nyilatkozott).
2022-ben a lakosság 85,5%-a vallotta magát magyarnak, 1,8% cigánynak, 1,6% németnek, 2,1% egyéb, nem hazai nemzetiségűnek (14,3% nem nyilatkozott; a kettős identitások miatt a végösszeg nagyobb lehet 100%-nál). Vallásuk szerint 33,2% volt római katolikus, 16,6% evangélikus, 3,6% református, 1,6% egyéb katolikus, 4,2% felekezeten kívüli (40,8% nem válaszolt).

## Nevezetességei
- az 1480 és 1482 között épült evangélikus templom.
- az 1905 és 1915 között épült római katolikus templom.